# Daniel Müllner
Daniel Müllner (* 2. Februar 1990 in Wien) ist ein ehemaliger österreichischer Volleyball- und Beachvolleyballspieler.

## Karriere
Müllner spielte zunächst in der Halle. Im Jahr 2000 kam er als Zuspieler zu den Aon hotVolleys Wien. Bei der Jugend-Europameisterschaft im eigenen Land wurde er 2007 mit der Nationalmannschaft Zehnter. Außerdem gewann er diverse nationale Titel in verschiedenen Altersklassen. Im Januar 2011 bildete er ein Beachvolleyball-Duo mit Alexander Horst, weil dessen bisheriger Partner Florian Gosch wegen gesundheitlicher Probleme am Knie seine Karriere beenden musste. Bei der Weltmeisterschaft in Rom kamen Horst/Müllner als Gruppendritter in die erste Hauptrunde, in der sie nach drei Sätzen den US-Amerikanern Fuerbringer/Lucena unterlagen. Im August starteten sie bei der Europameisterschaft in Kristiansand, wo sie im Viertelfinale gegen die Schweizer Heuscher/Bellaguarda verloren.
2012 wurde Jörg Wutzl Müllners neuer Partner. Bei der EM in Scheveningen erreichten die Österreicher als Gruppendritte die erste Hauptrunde, mussten sich dann aber den späteren Finalisten Boersma/Spjikers aus den Niederlanden geschlagen geben. Bei der WM 2013 in Stare Jabłonki erreichten Müllner/Wutzl als Gruppenzweite die KO-Runde, in der sie gegen die Polen Kądzioła / Szałankiewicz ausschieden.
Im November 2014 erreichte Müllner mit seinem neuen Partner Peter Eglseer Platz fünf auf der FIVB World Tour in Doha. Eglseer/Müllner nahmen 2015 auch an den Europaspielen in Baku teil.
2016 spielte Müllner mit Felix Koraimann und 2017/2018 mit Florian Schnetzer, mit dem er 2018 in beim FIVB 1-Stern Turnier in Bangkok im Finale stand. 2019/2020 war Thomas Kunert sein Partner.